# 회색멕시코작은귀땃쥐
회색멕시코작은귀땃쥐(Cryptotis obscura)는 땃쥐과에 속하는 작은 포유류이다. 멕시코 고원 지대에서 서식한다. 울창한 습윤 운무림과 키 큰 나무 아래의 관목과 풀, 낙옆 속에서 발견된다. 식충성, 지상성 동물로 알려져 있다. 경작지 개간과 도시화를 위한 무분별한 산림 벌채때문에 서식지가 파괴되어 멸종 위협을 받고 있다.